# Greysteel

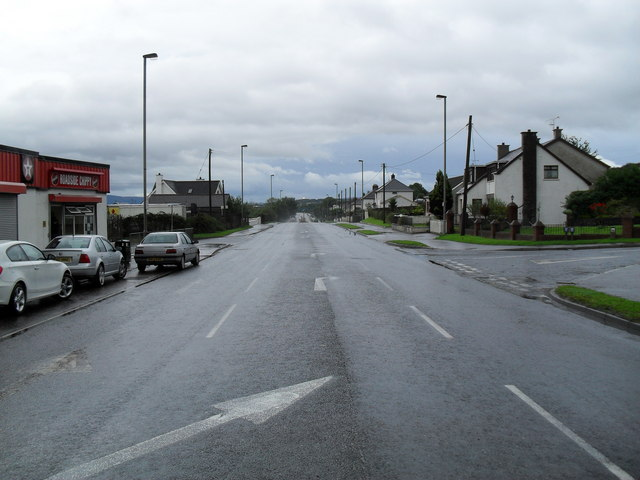
Clooney Road i Greysteel.

Greysteel är en by i grevskapet Londonderry, Nordirland, 14 kilometer öster om Derry. Byn hade 1 229 invånare 2001. City of Derry Airport ligger 4 kilometer väster om byn.
Greysteelmassakern ägde rum den 30 oktober 1993 i Greysteel.